# Fadenschnecken
Die Fadenschnecken (Aeolidida) sind eine Teilordnung der Nacktkiemer innerhalb der Ordnung Hinterkiemerschnecken. Die in allen Weltmeeren auftretenden kleinen bis mittelgroßen gehäuselosen Schnecken sind Fleischfresser. Sie fressen meist Nesseltiere, deren Nesselkapseln sie in ihren Cerata ablagern und so als Kleptocniden selbst nutzen.

## Merkmale
Die durchscheinenden Fadenschnecken werden meist nicht länger als 4 bis 5 cm, so dass die bis über 10 cm lange Breitwarzige Fadenschnecke (Aeolidia papillosa) zu den großen Arten gehört. Die meisten Fadenschnecken haben an ihrem Kopf ein Paar langer, stark geruchs- und strömungsempfindlicher Fühler, die Rhinophoren, die zwar verkürzt, jedoch nie ganz eingezogen werden können. Darüber hinaus gibt es meist weitere Fühler am Mund (Mundtentakeln), die länger als die Rhinophoren sein können. Neben der Radula sind zum Beißen Kiefer vorhanden. Der After befindet sich recht weit vorn an der rechten Seite.
Wie anderen Nacktkiemerschnecken fehlen den Fadenschnecken Mantelhöhle und Schale. Ihr Rücken ist mit zahlreichen Cerata besetzt, Fortsätzen, die sowohl der Atmung als auch der Verteidigung dienen. In die Cerata führen Ausläufer der stark verzweigten Mitteldarmdrüse und enden unter der Haut an der Spitze in s. g. Nesselsäcken, auch Cnidosäcke genannt, die über einen im Normalzustand verschlossenen Porus nach außen führen. Die Nesselkapseln gefressener Nesseltiere explodieren bei der Nahrungsaufnahme nicht und werden auch nicht verdaut, sondern durch die Mitteldarmdrüse in die Cerata verlagert und in den Nesselsäcken gespeichert. Die abgelagerten Nesselkapseln, die Kleptocniden, werden bei Berührung durch andere Tiere über den Porus ausgestoßen, ausgelöst und wehren somit Fressfeinde der Schnecke ab.
Die meisten Fadenschnecken sind benthisch und fressen in der Regel sessile Nesseltiere. Manche Arten, so Glaucus atlanticus und Glaucilla marginata in der Familie Glaucidae, leben als pelagische Räuber von pelagischen Nesseltieren, meist koloniebildenden Hydrozoen (Portugiesische Galeere, Segelqualle). Auch diese frei schwimmenden Arten lagern Kleptocniden in ihren Cerata ab. Die ebenfalls pelagische Fiona pinnata frisst dagegen meist Entenmuscheln (Lepas) und nur gelegentlich auch pelagische Nesseltiere. Sie lagert keine Kleptocniden ab.
Die Fadenschnecken sind Zwitter, die sich mit ihren Penissen wechselseitig begatten. Jedes Tier produziert Eizellen und Spermien und hat sowohl eine weibliche als auch eine männliche Geschlechtsöffnung, die nebeneinander liegen. Die Eier werden in Eischnüren aus tausenden Eikapseln abgelegt, aus denen Veliger-Larven schlüpfen. Diese tragen während ihrer pelagischen Phase zeitweise eine winzige Schale, die später wieder verloren geht, so dass durch die Metamorphose eine gehäuselose Nacktschnecke entsteht.

## Systematik
Nach Bouchet und Rocroi (2005) gehören zu den Fadenschnecken (Aeolidida) drei Überfamilien mit elf Familien. Angegeben sind auch einige Artbeispiele:
- Überfamilie Flabellinoidea (= Pleuroprocta) Bergh, 1889
  - Familie Flabellinidae
    - Milchige Fadenschnecke (Flabellina pellucida)
    - Rotrückige Fadenschnecke (Flabellina verrucosa)
    - Lachs-Fadenschnecke (Flabellina salmonacea)
    - Flabellina goddardi
    - Flabellina browni
    - Flabellina ischitana
    - Rotviolette Fadenschnecke (Coryphella pedata)
    - Coryphella lineata
    - Calmella cavolini
    - Violette Flabellina (Flabellina affinis)
    - Weiße Flabellina (Flabellina babai)

  - Familie Notaeolidiidae
- Überfamilie Fionoidea (= Acleioprocta) Gray, 1857
  - Familie Fionidae, einzige Art:
    - Fiona pinnata

  - Familie Calmidae
  - Familie Eubranchidae
    - Ballon-Fadenschnecke (Eubranchus exiguus)
    - Orangegepunktete Ballon-Fadenschnecke (Eubranchus farrani)
    - Blasse Fadenschnecke oder Blasige-Ballon-Fadenschnecke (Eubranchus pallidus)

  - Familie Pseudovermidae
  - Familie Tergipedidae
    - Lagunen-Fadenschnecke (Tenellia adspersa)
    - Cuthona caerulea
    - Tergipes tergipes
- Überfamilie Aeolidioidea (= Cleioprocta) Gray, 1827
  - Familie Aeolidiidae
    - Breitwarzige Fadenschnecke (Aeolidia papillosa)

  - Familie Facelinidae
    - Drummonds Fadenschnecke (Facelina bostoniensis)
    - Favorinus-Fadenschnecke (Favorinus branchialis)
    - Schwarzgepunktete Fadenschnecke (Caloria elegans)
    - Wander-Fadenschnecke (Cratena peregrina)
    - Große Orangerote Fadenschnecke (Dondice banyulensis)

  - Familie Glaucidae
    - Glaucus atlanticus
    - Glaucilla marginata

  - Familie Piseinotecidae

In früheren Systematiken bildeten die Fadenschnecken eine Überfamilie Aeolidiacea.